# 266
Криза Римської імперії у 3 столітті. Період тридцяти тиранів. Правління імператора Галлієна. В імперії продовжується чума Кипріяна. У Китаї завершується період трьох держав, в Японії триває період Ямато, в Індії період занепаду Кушанської імперії, у Персії править династія Сассанідів.
На території лісостепової України Черняхівська культура. У Північному Причорномор'ї готи й сармати.

## Події
- Оденат, правитель Пальміри вторгається у Персію, підходить до стін Ктесіфона, але не може взяти місто.